# Antonio Gutiérrez y González-Varona
Antonio Gutiérrez y González-Varona   (Aranda de Duero, 8 de maig de 1729 - Santa Cruz de Tenerife, 15 de maig de 1799) fou un militar espanyol, tinent general dels Reials Exèrcits i capità general de Mallorca.
Va ingressar a l'exèrcit en 1736 i va lluitar com a subtinent a les guerres d'Itàlia de 1743 a 1748, Fou ajudant de camp del tinent general Manuel de Sada, participà en el setge de Ventimiglia i fou ascendit a capità en 1746. De retorn fou ascendit a capità de granaders i en 1753 fou destinat a Mallorca. Després de diversos destins fou destinat a Montevideo de 1762 a 1769, on va ascendit a tinent coronel en 1764 i a coronel en 1769.
En 1770 Francisco de Paula Bucareli y Ursúa l'envià a reconquerir les illes Malvines. Va desembarcar a Port Egmont i va rendir la guarnició anglesa. En 1772 va retornar a Cadis i en 1773 fou destinat a Barcelona, on fou comissionat per a l'aprovació de les quintes del Principat. En 1775 participà en una expedició a Alger, on fou ferit al cap. Va romandre a la guarnició d'Orà fins 1783. També va participar en el setge de Gibraltar i en 1781 fou ascendit a brigadier.
El 9 de juny de 1783 va ser nomenat governador de Maó i comandant de l'illa de Menorca, i de 1784 fins a 1790 fou capità general de Mallorca interí. El 20 de desembre de 1790 va ser ascendit a mariscal de camp i nomenat comandant general de les Illes Canàries. El 28 de novembre de 1793 va ascendit a tinent general. El 25 de juliol de 1797 es va haver d'enfrontar-se a un desembarcament britànic dirigit per Horatio Nelson, qui fou ferit i va perdre una cama. Va morir solter a Santa Cruz de Tenerife, el 15 de maig de 1799.